# Hystricomorpha
Sous-ordre
Les Hystrichomorphes (Hystricomorpha) sont un sous-ordre de rongeurs diversement validé ou subdivisé selon les classifications qui placent aussi ces rongeurs dans les Hystricognatha. Ce sous-ordre rassemble les goundis dans la famille des Ctenodactylidae et parmi l'infra-ordre des Hystricognathi les hutias, les cobayes, les maras, les viscaches, les chinchillas, les agoutis, les porcs-épics, les octodons, un certain nombre de rats, etc.
Le nom de ce sous-ordre vient du latin hystrix, hystricis, « porc-épic », et du grec μορφή / morphḗ, « forme ». Il a été décrit pour la première fois en 1855 par le naturaliste allemand Johann Friedrich von Brandt (1802-1879).
Chez les hystricomorphes, les racines des incisives et des dents jugales ne se ferment pas et poursuivent leur croissance pendant toute leur vie.

## Liste d'infra-ordres, sous-ordres et familles
Selon Mammal Species of the World (version 3, 2005)  (3 déc. 2012) :
- infra-ordre Ctenodactylomorphi Chaline & Mein, 1979
  - famille : Ctenodactylidae - Goundis
- infra-ordre Hystricognathi Tullberg, 1899
  - famille Abrocomidae - ou rats-chinchillas
  - famille Bathyergidae - des rats-taupes 
  - famille Capromyidae - ou hutias
  - famille Caviidae - ou cobayes
  - famille Chinchillidae - les chinchillas et des viscaches 
  - famille Ctenomyidae - ou Tuco-tuco
  - famille Cuniculidae - agoutis, acouchis et paca
  - famille Dasyproctidae - idem
  - famille Dinomyidae - pacarana et espèces éteintes
  - famille Echimyidae - des rats épineux  et, selon certains auteurs, le ragondin
  - famille Erethizontidae - Porcs-épics du nouveau monde
  - famille Heptaxodontidae - ou hutias géants (éteints)
  - famille Hystricidae - Porcs-épics de l'ancien monde
  - famille Myocastoridae - le Ragondin
  - famille Octodontidae - octodons, chozchoz, coruro, rat-viscache roux d'Argentine et des rats des rochers 
  - famille Petromuridae - rat des rochers 
  - famille Thryonomyidae - aulacode

Selon Paleobiology Database (3 déc. 2012) :
- Cercolabidae
- Eryomyidae
- genre Graphimys
- genre Gyrignophus
- genre Pseudoneoreomys